# Kanton Ventanas
Der Kanton Ventanas befindet sich in der Provinz Los Ríos westzentral in Ecuador. Er besitzt eine Fläche von 532 km². Im Jahr 2022 lag die Einwohnerzahl bei rund 73.200. Verwaltungssitz des Kantons ist die Stadt Ventanas mit 38.168 Einwohnern (Stand 2010). Der Kanton Ventanas wurde am 10. November 1952 eingerichtet.

## Lage
Der Kanton Ventanas liegt im Osten der Provinz Los Ríos. Das Gebiet liegt hauptsächlich im Tiefland westlich der Cordillera Occidental. Der Kanton reicht im Osten bis zu den Ausläufern der Berge. Der Río Catarama (Río Ventanas) durchfließt den Kanton in südlicher Richtung. Die Fernstraße E25 (Quevedo–Babahoyo) führt in Nord-Süd-Richtung durch den Kanton.
Der Kanton Ventanas grenzt im Osten an die Kantone Las Naves und Echeandía der Provinz Bolívar, im Süden an den Kanton Urdaneta, im Südwesten an den Kanton Puebloviejo, im zentralen Westen an den Kanton Vinces, im Nordwesten an den Kanton Mocache, im äußersten Norden an den Kanton Quevedo sowie im Nordosten an den Kanton Quinsaloma.

## Verwaltungsgliederung
Der Kanton Ventanas ist in die Parroquias urbanas („städtisches Kirchspiel“)
- Ventanas
- 10 de Noviembre

und in die Parroquias rurales („ländliches Kirchspiel“)
- Chacarita
- Los Ángeles
- Zapotal

gegliedert.

## Geschichte
Entwicklung der Einwohnerzahl im Kanton Ventanas bei landesweiten Volkszählungen zum jeweiligen Gebietsstand:
| Jahr                    | Einwohner | +/-    |
| ----------------------- | --------- | ------ |
| 1962                    | 23.543    | –      |
| 1974                    | 44.806    | 90,3 % |
| 1982                    | 50.779    | 13,3 % |
| 1990                    | 58.494    | 15,2 % |
| 2001                    | 71.145    | 21,6 % |
| 2010                    | 66.551    | −6,5 % |
| 2022                    | 73.211    | 10 %   |
| Datenherkunft: Wikidata |           |        |